# Romagnieu
Romagnieu é uma comuna francesa na região administrativa de Auvérnia-Ródano-Alpes, no departamento de Isère. Estende-se por uma área de 17,11 km². Em 2010 a comuna tinha 1 597 habitantes (densidade: 93,3 hab./km²).